# Замалек (баскетбольный клуб)
«Джазира» — египетский  баскетбольный клуб из города Гиза . Самый титулованный клуб Египта. Выступает в Чемпионате Египта.

## Достижения

### Внутренние
- Чемпионат Египта по баскетболу 14 (рекорд) :

Чемпион :  1969-70, 1973-74, 1974–75, 1975–76, 1976–77, 1977–78, 1979–80, 1980–81, 1987–88, 1990–91, 1996–97, 1997–98, 2002–03, 2006–07
- Кубок Египта по баскетболу 12 (рекорд) :

Чемпион :  1978–79, 1979–80, 1980–81, 1990–91, 1991–92, 1996–97, 1997–98, 1999–20, 2000–01, 2001–02, 2002–03, 2005–06

### Международные
- Кубок чемпионов ФИБА Африка  :

Чемпион (1) : 1992
Финалист (3) : 1975 - 1976 - 1998
3-е место (2) : 1972 - 1983